# 視索上核
視索上核（しさくじょうかく、英：Supraoptic nucleus）は視床下部の一つの神経核。視交叉のすぐ近くにあり、約3000のニューロンからなる。

## 概要
視索上核(英; Supraoptic nucleus)には神経分泌ニューロンが含まれている。この核には神経ホルモンであるバゾプレシンあるいはオキシトシンを含む神経分泌ニューロンの細胞体がある。そこから軸索を伸ばし下垂体後葉に投射し毛細血管に神経分泌している。

## 解剖学
視床下部の底部にあり、視交叉の外側に張り付いた密集した細胞群からなる核である。

## 生理学
ラットの視索上核の単一ニューロン活動は電気的に記録できる。この神経分泌ニューロンは下垂体後葉の電気刺激により逆行性活動電位を示すので同定される。視索上核で同定した神経分泌ニューロンは二種類の発火パタンを示す。ひとつは相的(phasic)発火パタンをしめすニューロンでこれはバゾプレシン分泌ニューロンと分かっている。もうひとつは連続的発火パタンを示すニューロンでこれらの大部分はオキシトシン分泌ニューロンとわかっている。
このバゾプレシン分泌ニューロンは、高張食塩水を投与すると選択的に発火頻度が上がる。オキシトシン分泌ニューロンは乳房内圧が上がる直前に選択的に発火頻度が上がる。

## 画像

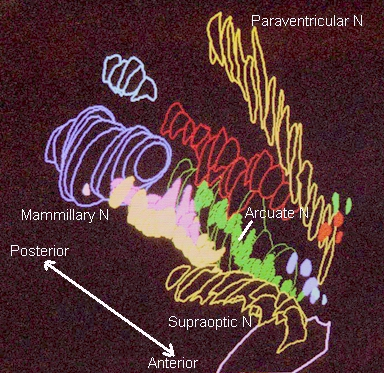
視床下部内における視索上核の位置関係。画像下側、黄色の部分が視索上核。 "Supraoptic N" と書かれている。
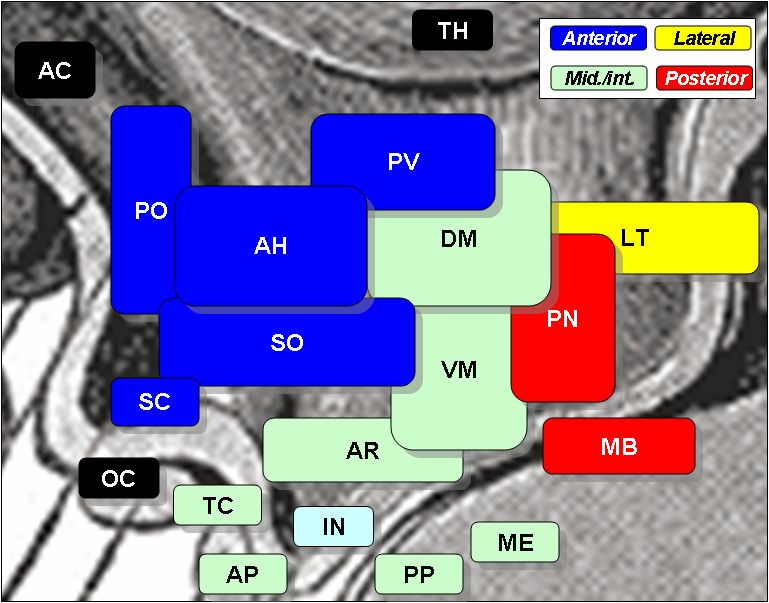
ヒト脳の正中矢状断面。視床下部周辺の神経核の位置関係を表した図。画像中央、SOと書かれた青い所が視索上核。